# Basse-Pointe
Basse-Pointe är en ort och kommun i Martinique. Den ligger i den nordvästra delen av Martinique, 29 km norr om huvudstaden Fort-de-France.